# Ctenopelma tenuigaster
Ctenopelma tenuigaster är en stekelart som beskrevs av Barron 1981. Ctenopelma tenuigaster ingår i släktet Ctenopelma och familjen brokparasitsteklar. Inga underarter finns listade i Catalogue of Life.